# Данило група
Данило група је културна група средњег неолита раширена на готово целом источном Јадрану. Локалитети ове групе су:
- Лисичић
- Данило
- Црвена стијена
- Зелена пећина
- Столац

Пећине нису служиле као стална боравишта, већ се претежно живело на отвореном простору. Откривене су надземне куће кружног облика од прућа и коља, а у Данилу земуничке колибе. Станишта су имала подлогу од камених плоча облепљених земљом. Насеље је имало по 2 концентрична опкопа. Отпаци су се одбацивали у ровове. Мање јаме су служиле за печење керамике.

## Покретни инвентар
Покретни инвентар се дели у три фазе.
Кремени производи су доста разнолики: оружје, оруђе и обредни предмети. Глачано оруђе је ретко. Опсидијан се увозио. Међу кресаним предметима јављају се:
- ножеви
- стругала
- сврдла
- шиљци
- длета
- стрелице

Коштани производи су бројни. Јављају се шиљци, шила длета, игле, удице, прстење, плочице и привесци.
Украсне игле су изузетне израде, имају лаву у облику стилизоване змије, попут налепака на неким посудама из Данила.
Предмети од шкољки и пужева су ретки и углавном су то наруквице, прстење, огрлице и куглице.

## Керамика
Керамика је изузето богата и дели се у 5 група:
1. груба керамика украшена урезивањем
2. керамика боље израдекрађена удубљивањем
3. Фина сликана керамика
4. груба сликана керамика
5. керамика украшена урезивањем (линеарно врпчастим канелурама).

Од облика се јављају:
- биконичне и полулоптасте зделе
- звонолике чаше
- високе звонасте зделе
- тањири
- левкаста пластика.

Облицима се издвајају посуде на четири ноге, са косим или полулоптастим реципијентом и великом, испод обода усправно положеном, ручицом.
Орнамент се израђује удубљивањем, а јавља се и црвена инкрустација, а крајем фазе и бела. Најчешћи мотиви су троугласти, тракасти и спирални. Геометризација је строга. Сликана керамика има бело жуту подлогу и бојила се са 2 до 3 боје (бела, сива и црна).

## Пластика
Пластика се дели на 
1. људске звонолике ликове
2. људске реалистичке ликове
3. људске пластичне ноге
4. животињске ликове

## Економика групе
Носиоци ове културне групе бавили су се ловом и риболовом, сточарством, земљорадњом и сакупљањем хране. Јаче су били развијени сточарство и земљорадња. Узгајали су козе, овце, говеда, свиње, пси. Ловили су јелене, дивље козе, лисице и птице. Узгајали су пшеницу (dicoccum, monococcum) и јечам.